# Alan Dark
Alan Dark (ital. Martin Mystère) ist eine italienische Comicserie des Autors Alfredo Castelli. Die Serie wird seit ihrer ersten Folge im Jahr 1982 (nach anderen Quellen: 1978) von Sergio Bonelli Editore  verlegt.
Der Held der Geschichte ist Archäologe und Forscher vom „Indiana Jones“-Typ und erforscht das nicht rational Erklärbare. Nebenbei tritt er als Autor und Moderator einer Fernsehshow in Erscheinung. Trotz seines französisch klingenden Namens ist er Amerikaner und lebt in den Geschichten in Washington Mews, NY – Fans sollen sogar an der Adresse versucht haben, den Helden zu besuchen.
In Italien gehört die Reihe zu den qualitativ besseren Comicserien, erreichte aber nicht die Verkaufszahlen der populärsten Titel.
Die Serie ist in verschiedenen anderen Ländern erschienen, teilweise unter verschiedenen Namen. In Deutschland erschien sie im Bastei Lübbe Verlag als Alan Dark.
Außerdem existierte (2005) ein gleichnamiges Computerspiel.